# Insulasaurus wrighti
Espèce
Synonymes
- Sphenomorphus wrighti (Taylor, 1925)

Insulasaurus wrighti est une espèce de sauriens de la famille des Scincidae.

## Répartition

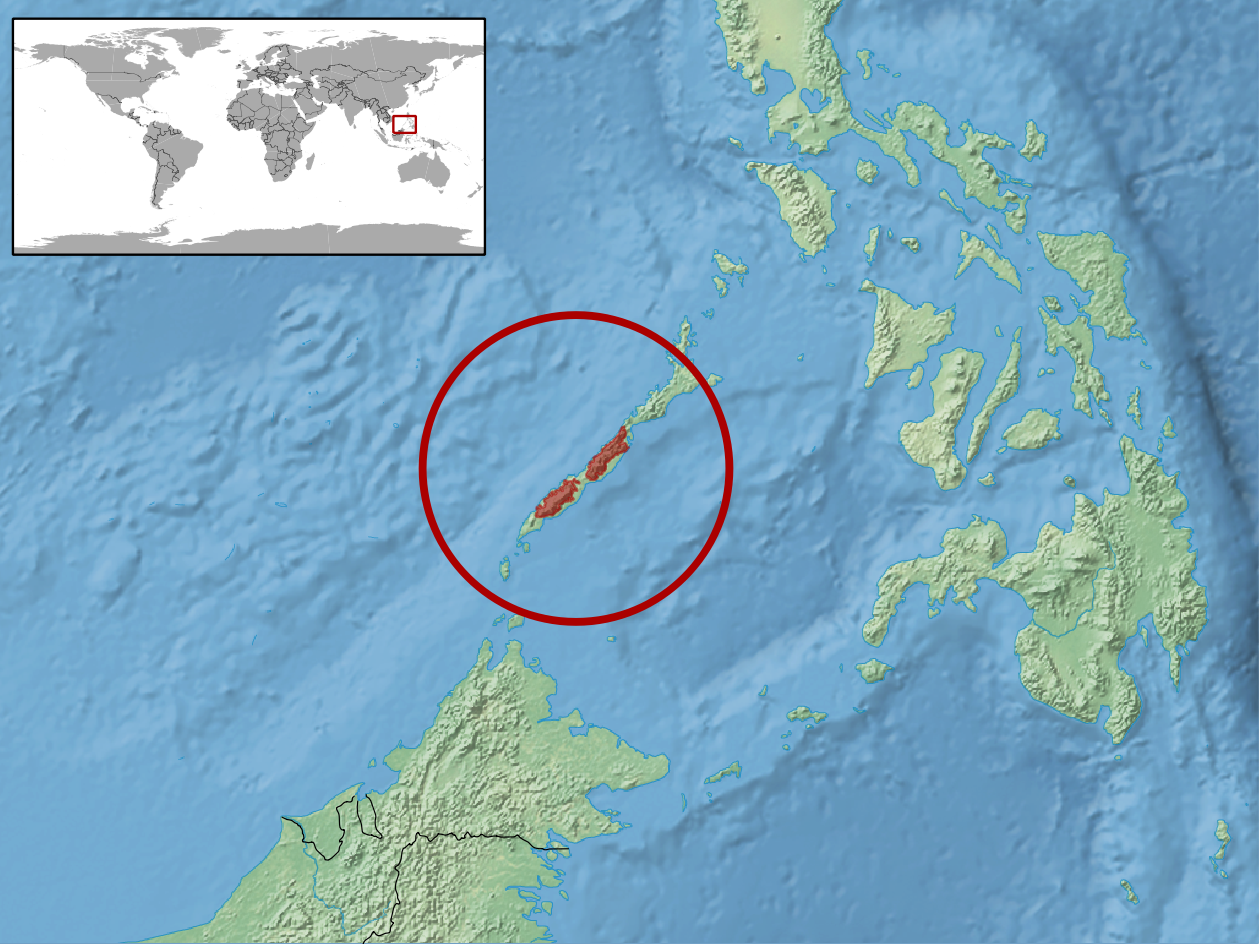
Répartition de l'espèce.

Cette espèce est endémique de Palawan aux Philippines.

## Étymologie
Cette espèce est nommée en l'honneur de John Dutton Wright (1866–1952).

## Publication originale
- Taylor, 1925 : Additions to the herpetological fauna of the Philippines, IV. The Philippine Journal of Science, vol. 26, p. 97-111.